# François Hesnault
François Hesnault (Neuilly-sur-Seine, 1956. december 30. –) francia autóversenyző.

## Pályafutása
1982-ben másodikként, 1983-ban pedig harmadikként zárta a francia Formula–3-as bajnokságot.
1982-ben és 83-ban részt vett továbbá a Le Mans-i 24 órás autóversenyen is. Célba egyik viadalon sem sikerült érnie.
1984-ben és 1985-ben több Formula–1-es futamon is részt vett. Az 1984-es szezont a Ligier istállóval versenyezte végig. A holland nagydíjon megszerezte karrierje legelőkelőbb Formula–1-es eredményét, amikor is a hetedik helyen ért célba. 1985-ben a Brabham csapattal négy-, a Renault alakulatával pedig egy versenyen vett részt.

## Eredményei

### Le Mans-i 24 órás autóverseny
| Év   | Csapat                            | Autó        | Csapattárs      | Csapattárs     | Helyezés        |
| ---- | --------------------------------- | ----------- | --------------- | -------------- | --------------- |
| 1982 | Claude Haldi                      | Porsche 935 | Claude Haldi    | Rodrigo Terran | Kiesett         |
| 1983 | A.S. École Supérieure de Tourisme | Lancia LC1  | Thierry Perrier | Bernard Salam  | Nem értékelhető |

### Teljes Formula–1-es eredménysorozata
(Táblázat értelmezése)

(Félkövér: pole-pozícióból indult; dőlt: leggyorsabb kört futott) 

| Év   | Csapat                    | Modell       | Motor            | 1      | 2      | 3      | 4      | 5      | 6      | 7      | 8      | 9      | 10     | 11    | 12    | 13    | 14     | 15     | 16     | Helyezés | Pont |
| ---- | ------------------------- | ------------ | ---------------- | ------ | ------ | ------ | ------ | ------ | ------ | ------ | ------ | ------ | ------ | ----- | ----- | ----- | ------ | ------ | ------ | -------- | ---- |
| 1984 | Ligier Loto               | Ligier JS23  | Renault V6 (t/c) | BRA Ki | RSA 10 | BEL Ki | SMR Ki | FRA Ni | MON Ki | CAN Ki | DET Ki | DAL Ki | GBR Ki | GER 8 | AUT 8 | NED 7 | ITA Ki | EUR 10 | POR Ki |          | 0    |
| 1985 | Motor Racing Developments | Brabham BT54 | BMW S4 (t/c)     | BRA Ki | POR Ki | SMR Ki | MON Nk | CAN    | DET    | FRA    | GBR    |        |        |       |       |       |        |        |        |          | 0    |
| 1985 | Equipe Renault Elf        | Renault RE60 | Renault V6 (t/c) |        |        |        |        |        |        |        |        | GER Ki | AUT    | NED   | ITA   | BEL   | EUR    | RSA    | AUS    |          | 0    |